# Allogramma formosa
Allogramma formosa is een tweekleppigensoort uit de familie van de Lyonsiidae. De wetenschappelijke naam van de soort werd in 1882 voor het eerst geldig gepubliceerd door Jeffreys.